# Пенка Пройкова
Пенка Стефанова Пройкова е българска преводачка на френска художествена литература, родена на 31 януари 1925 г. в гр. Пловдив.

## Биография
Моминското ѝ име е Пенка Стефанова Ташева. Баща ѝ Стефан Ташев е виден пловдивски адвокат, учил първоначално право в Швейцария и завършил впоследствие в България. Майка ѝ Теменуга (Виолета) Чаръкчиева изучава като слушател belles lettres (нещо като френска филология в самата Франция) в Сорбоната, след което се дипломира като пианистка в консерваторията в Лайпциг. Разводът им е скандален: Ташев се разделя с жена си Виолета и се оженва за съпругата на брата на Виолета. Пенка, ученичка в гимназия с класически профил, остава да живее с баща си, когото вече ненавижда, а малката ѝ сестра Сийка при развода е „присъдена“ на Виолета Чаръкчиева (самата Виолета дава уроци по пиано на доста бъдещи пловдивски музиканти), която скоро загива при автомобилна катастрофа, докато брат ѝ кара колата си из Беломорска Тракия.
Подир сложни перипетии за двете момичета, Пенка и Сийка Ташеви, Пенка успява да запише медицина и я изучава две години, след което се дипломира с отличие по специалността френска и руска филология в Софийския държавен университет и е разпределена на работа във военното министерство, където обаче отказват да я назначат.
През 50-те години постъпва в Държавно издателство „Народна култура“ като коректор, издига се до редактор от френски език и се омъжва за своя колега от издателството Йовко Пройков, който също като нея вече е имал ефимерен първи брак. И двамата са безпартийни. През 1960 г. им се ражда син Венелин Пройков.
Директорът на Държавно издателство „Народна култура“ Стефан Дичев прави опит да уволни Пенка Пройкова по време на „чистките“ на „буржоазни“ и „неблагонадеждни“ кадри около чешките събития през 1968 г., но не успява: съпругът на по-малката ѝ сестра Сийка Йовчо Гаргов работи в Министерския съвет, задейства връзките си и Пенка Пройкова е възстановена на работа. Скоро Стефан Дичев безславно бива прогонен от директорския пост в ДИ „Народна култура“. На негово място е назначен Божидар Божилов, поет и бохем. Положението на Пройкова в издателството е бетонирано, тъй като тя вече е превела и изредактирала твърде много книги, отчетени като качествени издания. Стига се дотам, че я преназначават от редактор във временно изпълняваща длъжността завеждащ редакция, докато на директорския пост в издателството е още Божидар Божилов.
След Божидар Божилов директор на издателството става Вера Ганчева, лична приятелка на Людмила Живкова. Тя използва влиянието си, за да утвърди безпартийната Пенка Пройкова като завеждащ редакция „Западни литератури“ в издателството.
Пройкова се пенсионира на този пост през 1983 г. и продължава да превежда практически до смъртта си. При развода си с Йовко Пройков по негова вина (като възпитаник на Военно училище от своя страна той е уволняван три пъти през кариерата си и изключван от университета преди това) през 1980 г. Пенка Пройкова получава от съда правото да ползва неговото фамилно име.

## Професионално развитие
Пенка Пройкова е редактирала над 300 произведения на други преводачи и е превела над 50.
Сред преводите ѝ са творби на Жул Верн („Робюр Покорителя“), Анатол Франс („Малкият Пиер“), Абат Прево („Манон Леско“), Шодерло дьо Лакло („Опасни връзки“), Оноре дьо Балзак („Шагренова кожа“, „Неизвестният шедьовър“), Жорж Санд („Индиана“, „Орас“, „Мопра“, „Малката Фадет“, „Дяволското блато“), Гюстав Флобер („Възпитание на чувствата“, „Три новели“, „Писма до Луиз Коле“), Алфонс Доде (трилогията „Невероятните приключения на Тартарен Тарасконски“, „Дребосъчето“, „Писма от моята мелница“), Емил Зола („Терез Ракен“, „Нана“, „Човекът-звяр“), Александър Дюма-баща („Кралица Марго“), Луи Арагон („Орелиен“), Колет („Жижи“, „Къщата на Клодин“ и разкази), Франсоа Мориак („Змийско кълбо“), Андре Мороа („Септемврийски рози“), Симон дьо Бовоар („Една сломена жена“), Франсоаз Мале-Жорис („Книжната къща“), Патрик Модиано („Вила „Тъга“), Жан-Марк Робертс („Странни работи“), Дидие Дьокоен („Камериерката от „Титаник“), Ирен Френ („Клеопатра Неподражаемата“) и др.
Превела е със сина си Венелин Пройков „Митът за Сизиф“ на Албер Камю, „Парижките потайности“ на Йожен Сю, „Чернодрехите“ на Пол Февал, „Надеждата“ на Андре Малро, „Метеорите“ на Мишел Турние, „Карантината“ на Жан-Мари Гюстав Льо Клезио, „Карл Велики“ на Жан Фавие, „Евреите, светът и парите“ на Жак Атали, „Мата Хари“ на Филип Колас (Пройкова умира, докато преводът на „Мата Хари“ се осъществява и работата е завършена от сина ѝ) и др.

## Обществено признание
Пенка Пройкова умира от сърдечна недостатъчност в дома си в София през юли 2004 г. и същата година на 30 септември получава посмъртно Специалната награда за цялостна преводаческа дейност на Съюз на преводачите в България (СПБ). През 1986 г. е включена в почетния списък на преводачи на International Board on Books for Young people (IBBY) базиран в Базел, Швейцария, за превода си на „Дребосъчето“ от Алфонс Доде. Член-учредител е на Съюз на преводачите в България и дългогодишен член на Творческия фонд към съюза. Носител на орден „Кирил и Методий“ I степен и на ордена „Червено знаме на труда“.